# Miramor (powiat)
Miramor (per. میرامور) – powiat w środkowym Afganistanie, w prowincji Dajkondi. Jego siedzibą jest Tagabu. Liczba ludności wynosi około 88400 osób, a powierzchnia wynosi 1921 km².